# Anna Ebbesen
Anna Ebbesen (født 1980) er kommunikations- og Marketingschef i innovations og strategi bureauet Red Associates. Hun arbejder med kommunikation og strategi, er oplægsholder og forfatter, og fungerer desuden som bestyrelsesmedlem i Copenhagen Photo Festival. Anna Ebbesen er cand.mag. i medievidenskab fra Københavns Universitet fra 2006.

## Udmærkelser
Anna Ebbesen var fra 2006 kommunikationsrådgiver i Det Radikale Venstres pressetjeneste, inden hun sammen med Anna Rørbæk blev pressechef for partiet i 2007. Hos Det Radikale Venstre stod hun bl.a. bag udviklingen af den sociale hjemmeside Radikale.net, som i 2008 blev kåret som et af de 10 sites, "Who Are Changing The World of Online Politics" sammen med bl.a. my.barackobama.com. 

## Udgivelser
I 2009 udgav Anna Ebbesen sammen med Astrid Haug bogen Lyt til elefanterne - digital kommunikation i praksis. Bogen beskæftiger sig med, hvordan virksomheder, organisationer og politikere bedst benytter sig af digital kommunikation og de sociale medier, og kommer med en række eksempler og erfaringer med digital kommunikation fra nogle af de virksomheder og organisationer, der er gået forrest, heriblandt Post Danmark, FOA, Aqua d'or og Barack Obama.